# Scopula turlini
Scopula rebaptisa là một loài bướm đêm trong họ Geometridae.